# Домино Харви
Домино Харви (на английски: Domino Harvey) е английска актриса, прочута по света като един от най-известните ловци на глави в Лос Анджелис, Калифорния. Притежаваща буен и непокорен нрав, Домино отначало се подвизава като фотомодел, но скоро е привлечена от възможността да бъде част от екип, който издирва престъпници, укриващи се от правосъдната система на САЩ.

## Биография
Домино е дъщеря на британския актьор от латвийски произход – Лорънс Харви и неговата трета жена и вдовица – фотомодела Полийн Стоун. Кръщават я на едно от момичетата на Джеймс Бонд – Доминик Дервал, героиня от филма „Thunderball“ (героинята се казва Доминик, но във филма я наричат Домино). Освен това майката решава, че името е чудесно, тъй като е същото като на нейната близка приятелка и колежка, фотомодела – Доминик Санда.
След смъртта на Лорънс Харви, майката се омъжва за втори път, сключвайки брак с Питър Мортън – съдружник и съосновател на веригата заведения „Хардрок кафе“ (Hard Rock Café), в началото на 80-те години на ХХ век.
Като дете Харви е изключвана четири пъти от училище заради побой. Решава да поеме по стъпките на майка си и да стане част от моделите на Форд Моделс, но постоянен договор не ѝ е предложен. Заминава за Калифорния, когато е само на 19 години и започва работа в ранчо край Сан Диего, като доброволец в пожарна команда на „Булевард Калифорния“. Решава да се захване с опасната професия на ловец на глави, след като вижда брошура за семинар, на който лектор е легендарният ловец на глави – Ед Мартинез, който по-късно става неин учител и близък приятел. На рождения ѝ ден майка ѝ, като разбира какъв професионален път е поела Домино, ѝ подарява кевларена жилетка.
След време започва да употребява наркотици, които опитва да откаже с включване в програма за рехабилитация. На 4 май 2005 година е арестувана в дома си от полицията по обвинение от федералния съд в Мисисипи за притежаване и търговия на около половин килограм метамфетамин. Чака делото с мярка за неотклонение домашен арест. Очаква я присъда от 10 години във федерален затвор.

## Смърт
На 27 юни 2005 година е открита мъртва във ваната на жилището ѝ в западен Холивуд. На 3 септември 2005 година, съдебните лекари и токсиколози излизат с официално становище за смъртта ѝ – свръх доза болкоуспокояващи (фентанил).

## Филм
В края на същата година режисьорът Тони Скот завършва филма „Домино“, биографичен филм за живота ѝ, в който главните роли са поверени на Кийра Найтли и Мики Рурк.